# Tabi

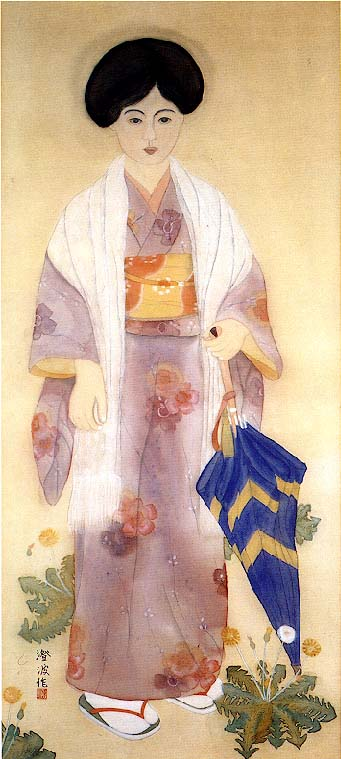
Žena v oblečení z počátku období Šówa má na nohou bílé tabi

Tabi (japonsky 足袋) jsou tradiční japonské ponožky. Sahají nad kotníky a mají mezeru mezi palcem a ostatními prsty. Nosí je muži i ženy společně s tradiční obuví zóri, geta apod. Tabi jsou také neodmyslitelně spojeny s tradičním japonským oblečením – kimonem a dalšími wafuku.

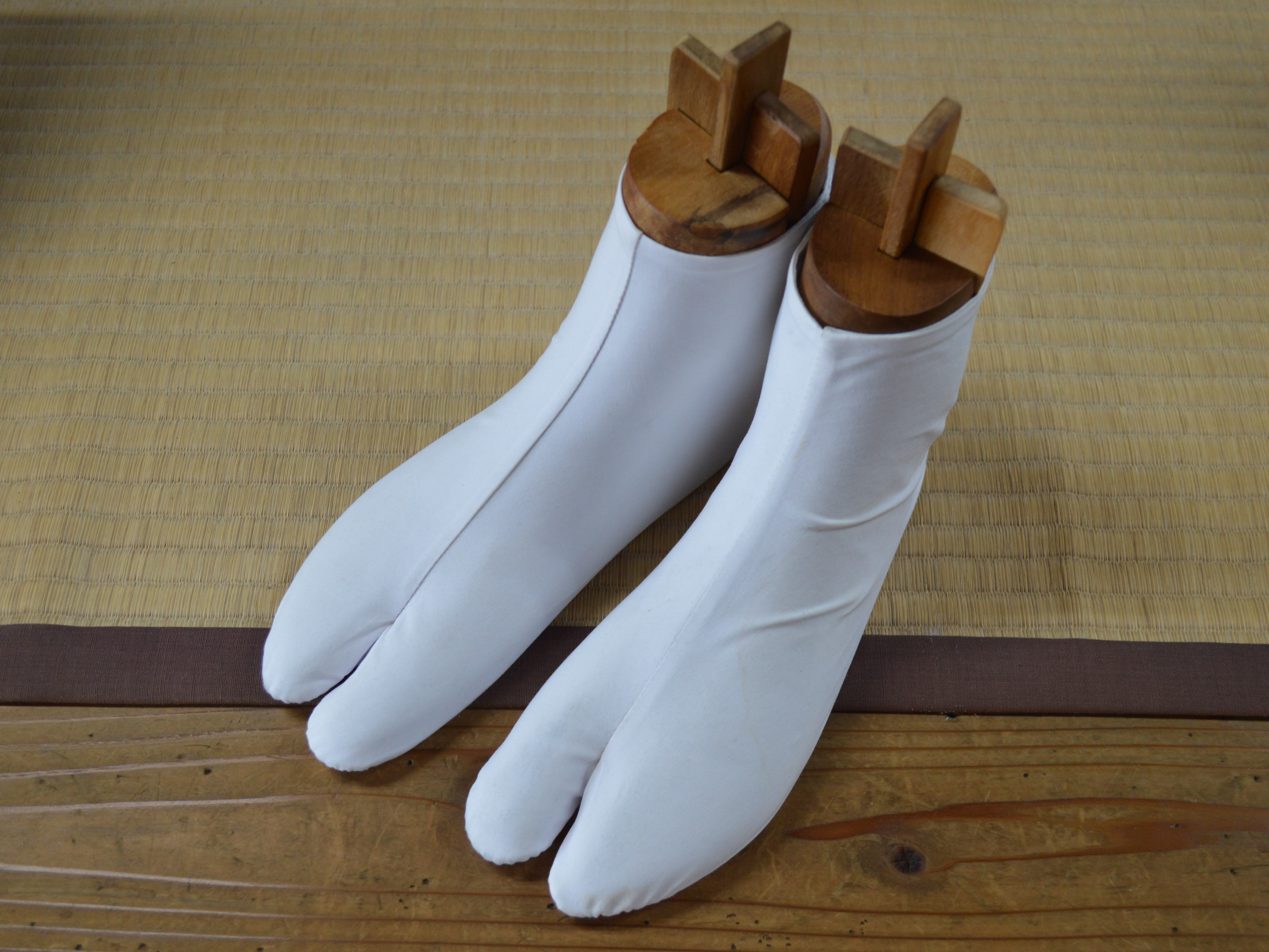
Bílé tabi

Nejběžnější barva tabi je bílá – bílé tabi se nosí při formálních příležitostech, jako je např. čajový obřad. Muži někdy nosí modré nebo černé cestovní tabi. Vyrábějí se i vzorované a barevné tabi, které nosí nejčastěji ženy, ale v poslední době si získávají popularitu i mezi muži.
Stavební dělníci, rolníci, zahradníci, rikšové a další dělníci často nosí speciální typ tabi zvaný džika-tabi (地下足袋: „tabi, které se dotýkají země“). Vyrábějí se z pevnějšího materiálu a mívají gumovou podrážku. Podobají se botám a slouží spíše jako venkovní obuv než ponožky. Stejně jako ostatní tabi mají i džika-tabi oddělený palec, a proto se mohou nosit s tradiční páskovou obuví. Autorem džika-tabi je Šódžiró Išibaši, zakladatel výrobce pneumatik Bridgestone Corporation.
Na rozdíl od ponožek, které jsou elastické a těsně přiléhají k noze, tabi jsou ušité z látkových dílů nastříhaných podle konkrétního střihu. V zadní části jsou otevřené a po nazutí se vzadu zapínají.
Na Havaji, kde žije hodně Japonců, se běžně názvem tabi (mn. č. tabis) označují boty do vody. Ty ovšem nemají oddělený palec a vypadají jako tenisky se svrškem z tenké látky. Není radno bez nich chodit do moře v místech mimo písečnou pláž. Ostrá láva nebo korály způsobují bez tabis zranění nohou.